# 胥浦県
胥浦県（しょほ-けん）は中華人民共和国上海市にかつて存在した県。現在の金山区北西部に相当する。
南北朝時代、梁朝により設置され、間もなく廃止されている。